# 安迪·蘇利文
安迪·蘇利文（Andrew Sullivan，1987年5月19日—）是一位英格蘭職業高爾夫球選手，現在參加高爾夫歐巡賽的賽事。他在2015年一年獲得三次高爾夫歐巡賽賽事的冠軍。

## 外部連結
- 安迪·蘇利文在歐洲巡迴賽官方網站
- 安迪·蘇利文在男子高爾夫世界排名的官方網站